# ドン・キホーテ
『ドン・キホーテ』（スペイン語: Don Quijote、Don Quixote）は、スペインの作家ミゲル・デ・セルバンテスの小説。 騎士道物語の読み過ぎで現実と物語の区別がつかなくなった郷士（アロンソ・キハーノ）が、自らを遍歴の騎士と任じ、「ドン・キホーテ・デ・ラ・マンチャ」と名乗って冒険の旅に出かける物語である。1605年に出版された前編と、1615年に出版された後編がある。発行部数5億冊で歴代の書物で1位である。

## 概要
前編の原題は、"El ingenioso hidalgo Don Quixote de la Mancha"。セルバンテスは前編の序文の中で、牢獄の中でこの小説の最初の構想を得たことをほのめかしている。彼は生涯において何度も投獄されているが、おそらくここで語られているのは税金横領の容疑で入獄した1597年のセビーリャ監獄のことであろう（ただし、「捕虜の話」など話の本筋ではない挿話のいくつかは、それ以前に書いたものである）。セルバンテスは釈放後、バリャドリードで多くの家族を養いながら前編を書き上げ、1605年にマドリードのファン・デ・ラ・クエスタ出版所から出版した。前編はたちまち大評判となり、出版した年だけで海賊版を含め6版を数え、1612年には早くも英訳が、1614年には仏訳が登場した。だが作品の高い評価にもかかわらず、版権を売り渡してしまっていたためセルバンテスの生活は依然困窮していた。
後編は、"Segunda parte del ingenioso caballero Don Quixote de la Mancha"として1615年に同じくファン・デ・ラ・クエスタ出版所から出版された。前編と同様に大評判となったが、セルバンテスは相変わらず貧しいまま、1616年に没した。
前編はセルバンテスの短編集としての色合いが濃く、作中作「愚かな物好きの話」（司祭たちが読む小説）、「捕虜の話」、「ルシンダとカルデーニオの話」など、ドン・キホーテとは直接のかかわり合いのない話が多く挿入されている。また、前編の第一部（ドン・キホーテ単独の一泊二日の遍歴）も、ひとつの短編小説としての構成をもっている。後編ではこの点を作者自身反省して、脱線を無くしている。

### 贋作『ドン・キホーテ』
1614年、アロンソ・フェルナンデス・デ・アベジャネーダと名乗る人物が『ドン・キホーテ』の続編を発表した（原題：Segundo tomo del ingenioso hidalgo Don Quixote de la Mancha）。だがこれはセルバンテスが書いたものでもなければ、許可を取ったものでもない。すでにベストセラーとなっていた『ドン・キホーテ』の名前を利用しただけの贋作である。セルバンテスが後編執筆中に出版されたため、『ドン・キホーテ』後編のなかで、この贋作が『ドン・キホーテ』前編とは無関係であることを何度も主張し、さらには贋作のドン・キホーテに対抗して行き先をサラゴサからバルセロナに変更している。
アベジャネーダの正体は、300年以上も謎のままであったが、現在では1988年マルティン・デ・リケールが提起したヘロニモ・デ・パサモンテ説が有力となっている。この人物は、後述するヒネス・デ・パサモンテのモデルになった人物であり、セルバンテスとともにレパントの海戦を戦って捕虜になったアラゴン人である。

### メタフィクション
『ドン・キホーテ』には多くのメタフィクションが導入されている。
司祭と床屋がドン・キホーテの蔵書を批評する場面ではセルバンテス自身の作品である『ラ・ガラテーア』も取り上げられている。
後編では「前編が出版されて世に出回っている」という設定となっており、登場人物たちが前編の批評を行い、矛盾している記述の釈明を行ったりする。また、前編でドン・キホーテを知った人々が、前編での記述をもとにドン・キホーテ主従に悪戯をしかける。
また、上述の贋作についても度々言及されており、「ドン・キホーテを騙る人物が存在し、贋作はこの2人の道中記である」という設定になっている。

## 主な登場人物

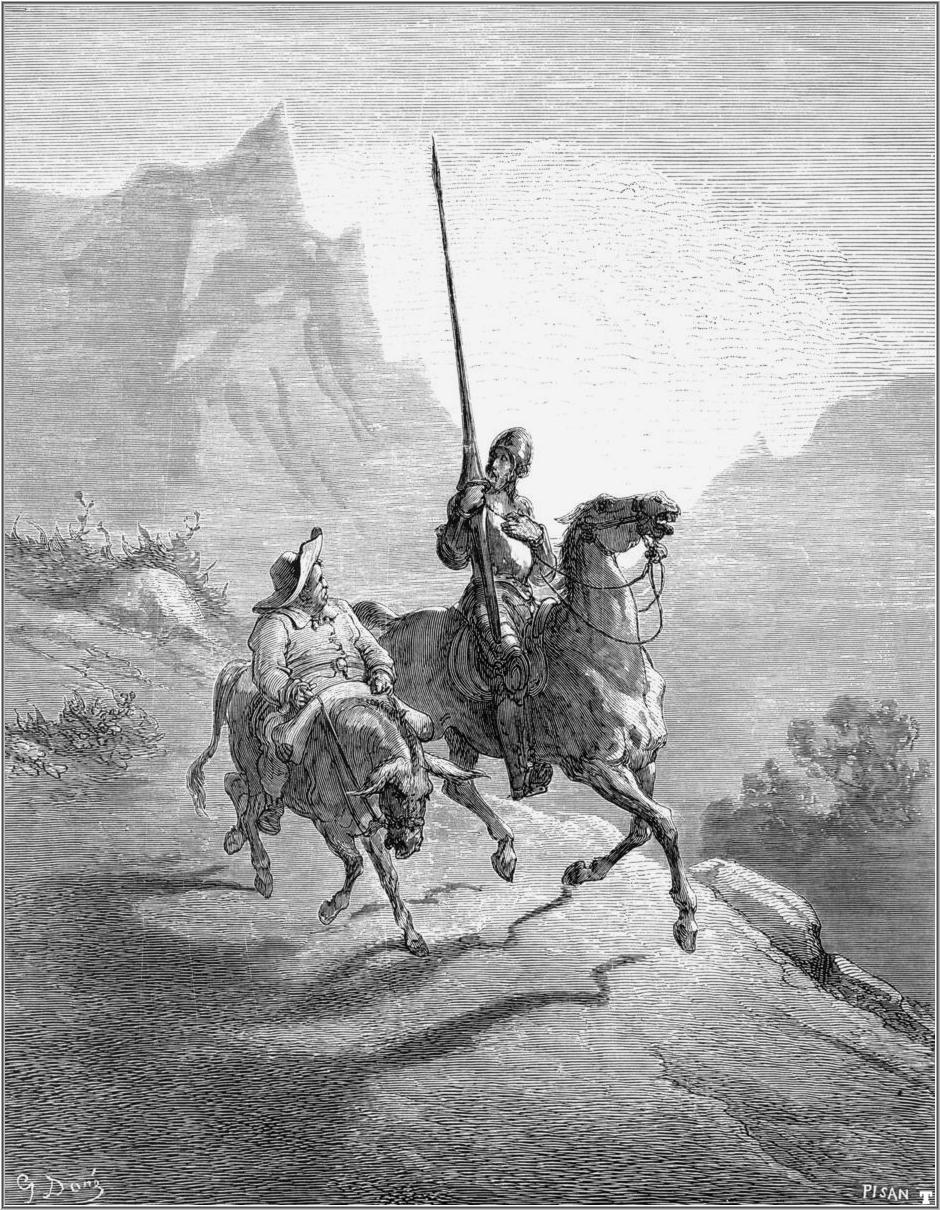
ドン・キホーテとサンチョ（ギュスターヴ・ドレによる挿絵）

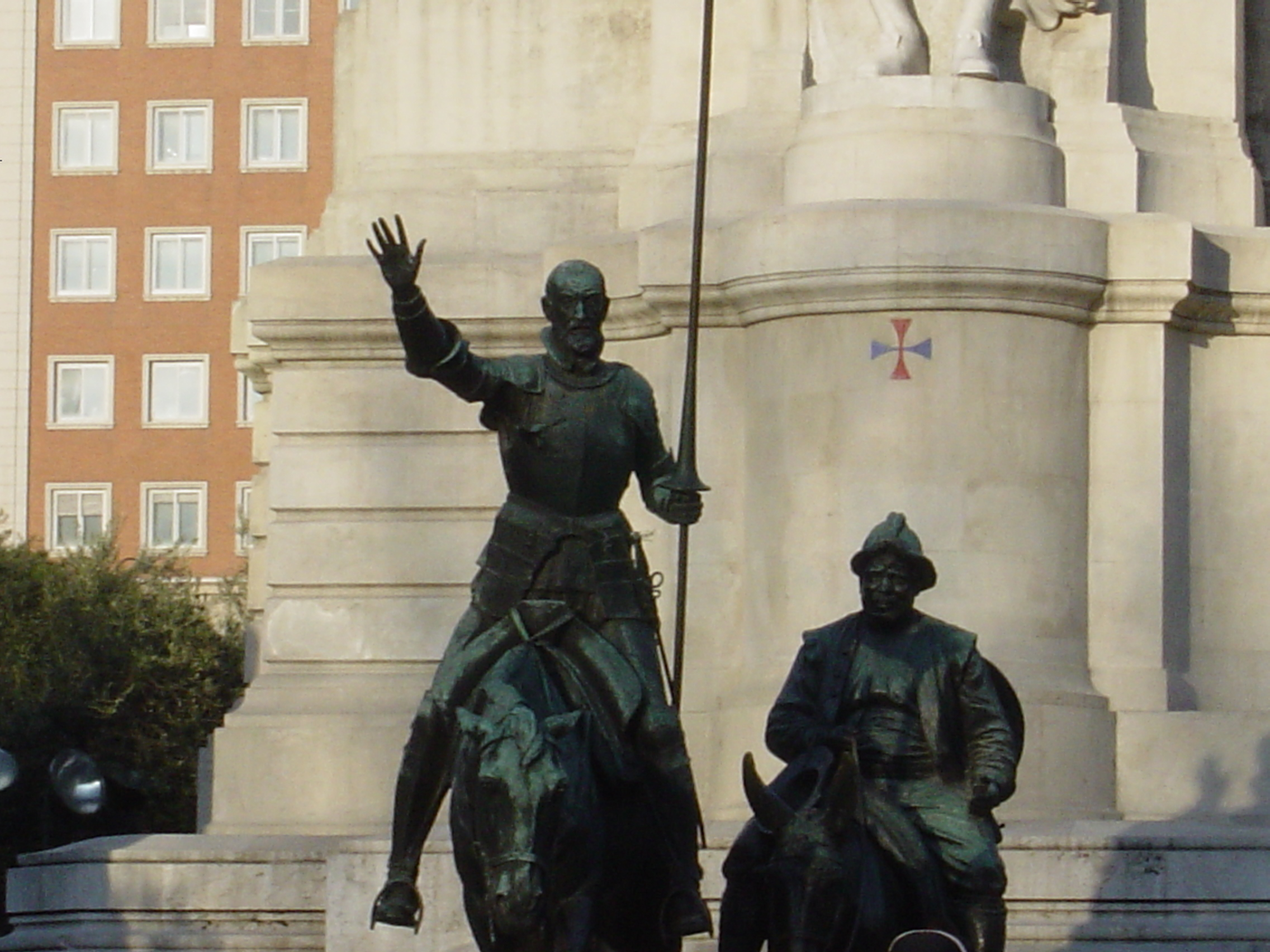
ドン・キホーテの像（マドリッド、スペイン広場にて）

ドン・キホーテ・デ・ラ・マンチャ本編の主人公。本名をアロンソ・キハーノというラ・マンチャのとある村に住む50歳ほどの郷士だが、騎士道物語の読み過ぎで現実と物語の区別がつかなくなってしまい、遍歴の騎士に成り切って、痩馬のロシナンテと共に世の中の不正を正す旅に出る。自分をとりまく全てを騎士道物語的な設定におきかえて認識し次々とトラブルを巻き起こすが、それ以外の点では至って理性的で思慮深い人物。三度の旅の後、病に倒れると共に正気を取り戻すが、間もなく死亡する。
サンチョ・パンサ「パンサ」は「太鼓腹」の意。ドン・キホーテの近所に住んでいる農夫。「将来島を手に入れたあかつきには統治を任せる」というドン・キホーテの約束に魅かれ、彼の従士として旅に同行する。奇行を繰り返すドン・キホーテに何度も現実的な忠告をするが、大抵は聞き入れられず、主人とともにひどい災難に見舞われる。無学ではあるが、様々な諺をひいたり機智に富んだ言い回しをする。移動にはロバを使用している。
ドゥルシネーア・デル・トボーソ (ドルシネア)近くの村のアルドンサ・ロレンソという百姓娘を元にドン・キホーテが作り上げた空想上の貴婦人。ドゥルシネーアの美しさ・気だてのよさ・その他の美点を世界中の人々に認めさせるのがドン・キホーテの遍歴の目的のひとつである。
ペロ・ペレスドン・キホーテと同じ村の司祭。
ニコラス親方ドン・キホーテと同じ村の床屋。
ヒネス・デ・パサモンテ泥棒の罪で囚人となり、ガレー船送りにするため連行されていたところをドン・キホーテに助けられるが、他の囚人とともにドン・キホーテを袋叩きにして去る。後編で、人形遣いの旅芸人ペドロ親方として正体を隠して登場する。
公爵夫妻後編より登場。本名は不明。すでに出版されていた『ドン・キホーテ』前編のファンで、ドン・キホーテ主従を厚く歓待しつつ、様々な方法で彼らに悪戯を仕掛ける。
サンソン・カラスコ後編より登場。ドン・キホーテと同じ村の住人で、サラマンカ大学の予科学士。ドン・キホーテに村で静養する約束を取り付けるべく、自ら「鏡の騎士」なる遍歴の武芸者に扮して決闘を挑むも、あえなく返り討ちに遭う。その後「銀月の騎士」として再度挑み、今度は勝利をおさめたため、ドン・キホーテは村に帰還することになる。
シデ・ハメーテ・ベネンヘーリモーロ人（アラビア人）の歴史家であり、『ドン・キホーテ』の原作者とされる。作中に直接登場することはない。『ドン・キホーテ』はシデ・ハメーテの記録をセルバンテスが編纂したものであると作中では説明されているが、実際にはシデ・ハメーテは架空の人物であり、『ドン・キホーテ』は完全にセルバンテスの創作である。

## あらすじ

### 前編

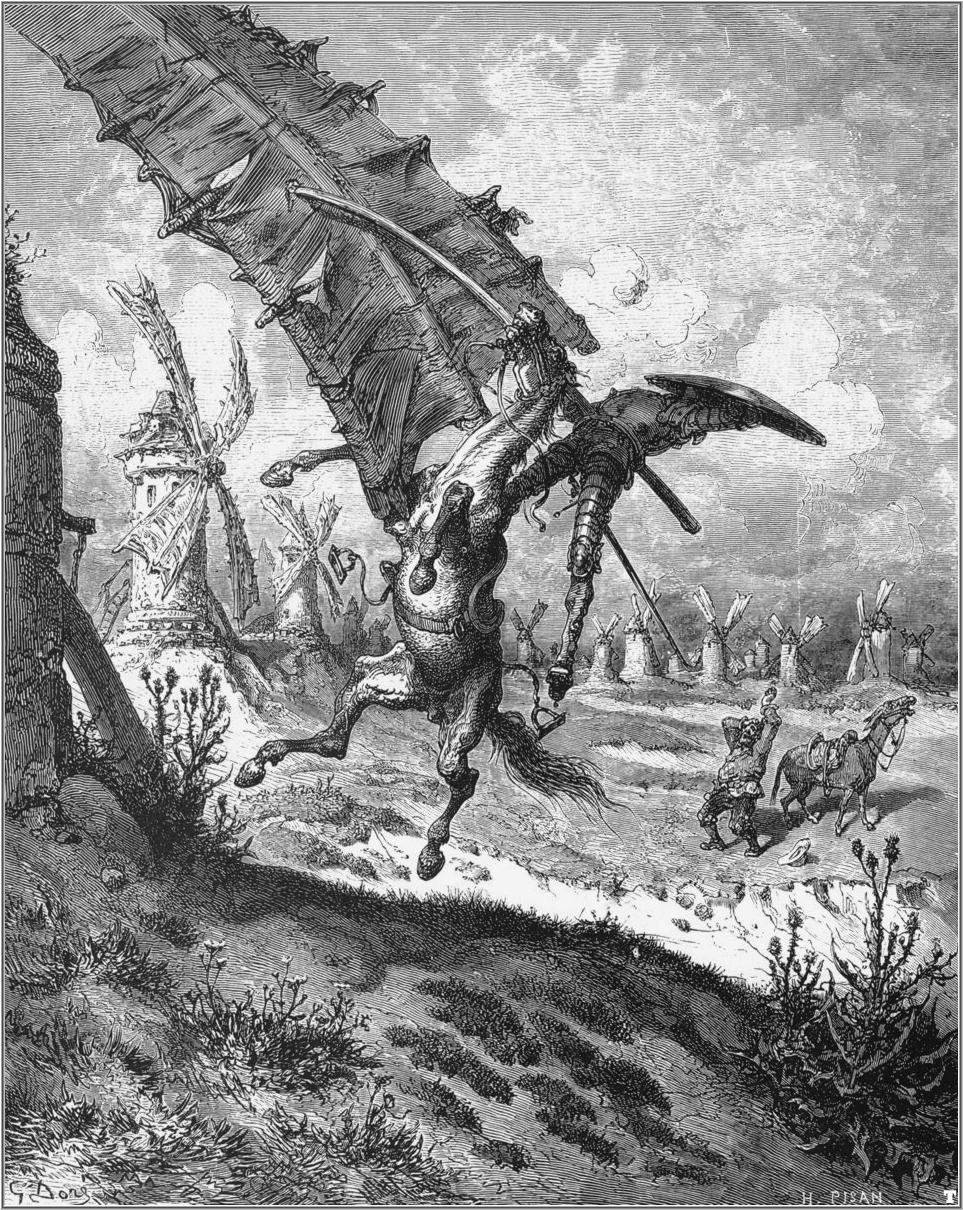
風車に突進するドン・キホーテ（ギュスターヴ・ドレによる挿絵）

ラ・マンチャのとある村に貧しい暮らしの郷士が住んでいた。この郷士は騎士道小説が大好きで、村の司祭と床屋を相手に騎士道物語の話ばかりしていた。やがて彼の騎士道熱は、本を買うために田畑を売り払うほどになり、昼夜を問わず騎士道小説ばかり読んだあげくに正気を失ってしまった。狂気にとらわれた彼は、みずからが遍歴の騎士となって世の中の不正を正す旅に出るべきだと考え、そのための準備を始めた。古い鎧を引っぱり出して磨き上げ、所有していた痩せた老馬をロシナンテと名付け、自らもドン・キホーテ・デ・ラ・マンチャと名乗ることにした。最後に彼は、騎士である以上思い姫が必要だと考え、エル・トボーソに住むアルドンサ・ロレンソという田舎娘を貴婦人ドゥルシネーア・デル・トボーソとして思い慕うことに決めた。
用意がととのうと、彼はひそかに出発した。冒険を期待する彼の思いと裏腹に、その日は何も起こることなく宿屋に到着した。宿屋を城と思いこみ、亭主を城主だと思いこんでしまっていたドン・キホーテは、亭主にみずからを正式な騎士として叙任してほしいと願い出る。亭主はドン・キホーテがいささか気の触れた男であることを見抜き、叙任式を摸して彼をからかうが、事情を知らない馬方二人が彼の槍に叩きのめされてしまい、あわてて偽の叙任式を済ませた。
翌日ドン・キホーテは、遍歴の旅にも路銀や従士が必要だという宿屋の亭主の忠告に従い、みずからの村に引き返すことにした。だが途中で出会ったトレドの商人たちに、ドゥルシネーアの美しさを認めないという理由で襲いかかり、逆に叩きのめされてしまう。そこを村で近所に住んでいた百姓に発見され、ドン・キホーテは倒れたまま村に帰ることになった。
打ちのめされたドン・キホーテの様子を見た彼の家政婦と姪は、この事態の原因となった書物を残さず処分するべきだと主張し、司祭と床屋の詮議の上でいくつか残されたものの、ほとんどの書物が焼却され、書斎の壁は塗りこめられることになった。やがてドン・キホーテが回復すると、書斎は魔法使いによって消し去られたと告げられ、ドン・キホーテもそれに納得した。遍歴の旅をあきらめないドン・キホーテは近所に住む、教養の無い農夫サンチョ・パンサを、手柄を立てて島を手にいれ、その領主にしてやるという約束のもと、従士として連れていくことにした。ドン・キホーテは路銀をそろえ、甲冑の手直しをして二度目の旅に出た。
やがてドン・キホーテとサンチョは3〜40基の風車に出くわした。ドン・キホーテはそれを巨人だと思いこみ、全速力で突撃し、衝突時の衝撃で跳ね返されて野原を転がった。サンチョの現実的な指摘に対し、ドン・キホーテは自分を妬む魔法使いが、巨人退治の手柄を奪うため巨人を風車に変えてしまったのだと言い張り、なおも旅を続けるのだった…

### 後編
遍歴の旅から戻ったドン・キホーテはしばらくラ・マンチャで静養していた。その間目立った奇行も見られなかったのだが、一月ほど後に司祭と床屋が訪れると、やはり狂気は治癒していないことが判明した。そんな中、ドン・キホーテの家にサンソン・カラスコという学士が訪れる。カラスコが言うには、ドン・キホーテの伝記が出版され（すなわち『ドン・キホーテ　前編』）、広く世の中に出回っているのだという。ドン・キホーテ主従とカラスコは、伝記に書かれた冒険について、また記述の矛盾についてひとしきり語り合うのだった。
やがてドン・キホーテとサンチョは三度目の旅立ちの用意をかため、出発する。ドン・キホーテの姪や家政婦は引き止めようとするが、カラスコはむしろ彼の出発を祝福して送り出した。
旅立ちを果たした主従が最初に向かった先は、エル・トボーソの村であった。ドン・キホーテが三度目の出発にドゥルシネーアの祝福を受けたいと考えたためであった。彼はサンチョに、ドゥルシネーアを呼んでくるように頼むが、サンチョは困惑する。ドゥルシネーアは架空の人物であるし、モデルとなったアルドンサ・ロレンソのこともよくは知らなかったためである。
結局サンチョは、エル・トボーソの街から出てきた三人の田舎女を、ドゥルシネーアと侍女だと言い張ることにした。その結果、ドン・キホーテは田舎娘をドゥルシネーアと見間違えることはなかったが、自分を憎む魔法使いの手によってドゥルシネーアを田舎女の姿に見せる魔法をかけられているものだと考え、彼女らの前にひざまずき、忠誠を誓ったがまったく相手にされなかった。ドン・キホーテは、心の支えであったドゥルシネーアにかくも残酷な魔法がかけられたことを繰り返し嘆いた。
やがて主従は、「鏡の騎士」と名乗る、恋に悩む遍歴の騎士と出会う。ドン・キホーテは鏡の騎士と意気投合し、騎士道についてさかんに語り合うが、鏡の騎士が「かつてドン・キホーテを倒した」と語ったのを聞くと、自らがドン・キホーテであると名乗り、彼の発言を撤回させるために決闘を挑む。勝負はドン・キホーテが勝利した。鏡の騎士の乗っていた馬が駄馬であったためである。落馬した鏡の騎士の兜を取ってみると、正体は学士のサンソン・カラスコであった。カラスコはドン・キホーテを決闘で打ち負かすことによって村に留まらせることを目論んでいた。騎士らしい決闘によればドン・キホーテに言うことを聞かせられるだろうと考えたからである。しかしドン・キホーテの勝利により企ては失敗に終わった。当のドン・キホーテはと言うと、目の前のカラスコは魔法使いが化けた偽者ということにして片づけてしまった。
やがて、ドン・キホーテ一行のところに国王への献上品のライオンをのせた馬車が通りがかり、これを冒険とみたドン・キホーテは、ライオン使いに対して、ライオンと決闘したいと願い出る。その場にいたものすべてがドン・キホーテを止めようとするが、ドン・キホーテは聞く耳を持たず、さかんにライオン使いを脅すので、やむなくライオン使いは檻の鉄柵を開け放つ。何度もライオンを大声で挑発するドン・キホーテだが、ライオンはドン・キホーテを相手にせずに寝ころんだままだったので、ドン・キホーテは不戦勝だとして納得し、これから二つ名を「ライオンの騎士」とあらためることにした。
やがて主従は、立ち寄った先でカマーチョという富豪の結婚式に居合わせる。カマーチョは金にものを言わせてキテリアという女性と結婚しようとしていたが、結婚式の場にキテリアの恋人であるバシリオが現れ、狂言自殺をしてキテリアとカマーチョの婚姻を破棄させる。その場にいた大勢の客がもめて大騒ぎになろうとしたところを、ドン・キホーテが仲裁に入り、事なきを得た。バシリオとキテリアはドン・キホーテに感謝し、彼を住まいに招いた。彼はそこに三日滞在したが、その間に二人に思慮深い二三の助言を残した。
なおも旅を続けた二人は、鷹狩りの一団の中にいた公爵夫人に出会う。彼女はドン・キホーテとサンチョを見るやいなや、すぐに自分の城に招待した。というのも、公爵も夫人も『ドン・キホーテ』前編をすでに読んでおり、ひとつこの滑稽な主従をからかってやろうと思ったからである。そんな企みには全く気づかないドン・キホーテは、公爵夫妻の城で遍歴の騎士にふさわしい壮大な歓待を受け感動するが…。

## 評価
『ドン・キホーテ』が出版された当初は滑稽本として高い評価を受けており、ドン・キホーテのキャラクターも道化としてのイメージで受けとられた。17世紀初頭には早くも、スペイン本国や南米で行われたいくつかの祭りで、ドン・キホーテに扮した人物が人々の笑いをとったという記録が残っている。
セルバンテスの伝記研究と共に実証的な作品研究が始まったのは、18世紀のイギリスからである。1738年にセルバンテスの伝記が初めて出版されたのを期に研究の気運が高まり、それに呼応する形でスペイン本国での実証研究が始まった。この時代の解釈の特徴は、『ドン・キホーテ』から、騎士道に代表される古き悪習を諷刺し、やがて打倒につながったという道徳観や、批判精神を読み取っていることである。だが19世紀に入ると、これとも全く異なる読み方が登場する。
19世紀の解釈はロマン主義によるもので、ドストエフスキーの解釈が典型的である。彼は『作家の日記』の中で『ドン・キホーテ』を「人間の魂の最も深い、最も不思議な一面が、人の心の洞察者である偉大な詩人によって、ここに見事にえぐり出されている」、「人類の天才によって作られたあらゆる書物の中で、最も偉大で最ももの悲しいこの書物」（ちくま学芸文庫版、小沼文彦訳より引用）と評した。19世紀はこのような、ドン・キホーテの感情を尊重した悲劇的な解釈が主流になったが、現在ではこの見方もP・E・ラッセルなどによって批判されている。
20世紀の文芸評論家ミハイル・バフチンは、ドン・キホーテをカーニバル文学の大傑作であるとして評価している。そしてこの文学の系譜を忠実に受け継いだのが、19世紀のドストエフスキーだと述べた。
2002年5月8日にノーベル研究所と愛書家団体が発表した、世界54か国の著名な文学者100人の投票による「史上最高の文学百選」で1位を獲得した。

## 他メディアへの展開

### 音楽
リヒャルト・シュトラウスがこの小説を題材に作曲した交響詩が最も有名である。ドン・キホーテ (交響詩) を参照。
その他には次の作曲家が取り上げている。
- ゲオルク・フィリップ・テレマン - 管弦楽組曲
- ヘンリー・パーセル - 劇付随音楽『ドン・キホーテの滑稽な物語』
- ジョヴァンニ・パイジェッロ　- オペラ
- ジュール・マスネ - オペラ『ドン・キショット』
- レオン・ミンクス - バレエ音楽（後述）
- マヌエル・デ・ファリャ - 人形劇オペラ『ペドロ親方の人形芝居』
- モーリス・ラヴェル - 連作歌曲集『ドゥルシネア姫に心を寄せるドン・キホーテ』（元はシャリアピン主演の映画（後述）のために作曲された）
- カラ・カラーエフ - 交響的エッチング「ドン・キホーテ」（アゼルバイジャンの作曲家による1960年作の組曲）
- ロバート・W・スミス - 交響曲第3番「ドン・キホーテ」
- SEVENTEEN - 「DON QUIXOTE」

NHK「みんなのうた」で、この小説を題材にした「ドン・キホーテ」（初放送：1981年2月、作詞：仲倉重郎、作曲：吉岡しげ美、唄：佐々木功）という楽曲が存在する。

### 映画・演劇
映画化作品としてはゲオルク・ヴィルヘルム・パプスト監督の『ドン・キホーテ』（Don Quichotte　1933年 フランス）が有名。主演はロシア出身のバス歌手フョードル・シャリアピン。ジャック・イベールが劇中歌を含む音楽を作曲している。
演劇作品としては、アメリカの作家デイル・ワッサーマンが脚色した1965年初演のミュージカル、『ラ・マンチャの男』が有名である。この作品は、『ドン・キホーテ』をストレートにドラマ化するのではなく、作者のセルバンテスが教会侮辱の罪で捕らえられた後の牢獄が舞台となっている。この牢獄で、牢名主に『ドン・キホーテ』の原稿を取り上げられそうになったことから、セルバンテス自身がドン・キホーテを演じて理解を求める、という重層的な構造とされている。1972年にはピーター・オトゥール主演で映画化された。
日本でも1969年よりミュージカルの舞台として上演され、六代目市川染五郎の当たり役として評価が高い。
オーソン・ウェルズが映画化を試みたが、完成しなかった。ドン・キホーテ (未完成映画)を参照。
テリー・ギリアムが『ドンキホーテを殺した男』（The Man Who Killed Don Quixote）と題して、独自の脚色を加えた映画化を試みたが、撮影6日目にして中止を余儀なくされた。この経緯は『ロスト・イン・ラ・マンチャ』と題したドキュメンタリー映画として公開された。その後もギリアムは幾度にもわたってこの企画に挑戦し、2019年についに完成した作品は日本では2020年に『テリー・ギリアムのドン・キホーテ』の題で公開されている。
マヌエル・グティエレス・アラゴン監督、カミロ・ホセ・セラ脚色、フェルナンド・レイ主演で、本国スペインにてテレビドラマ化された。日本では『BS海外傑作ドラマ特選 ドン・キホーテ』として、1992年7月28日、29日、30日の三夜連続で、NHK-BS2で放送された。声の出演は日下武史、山谷初男。

### バレエ

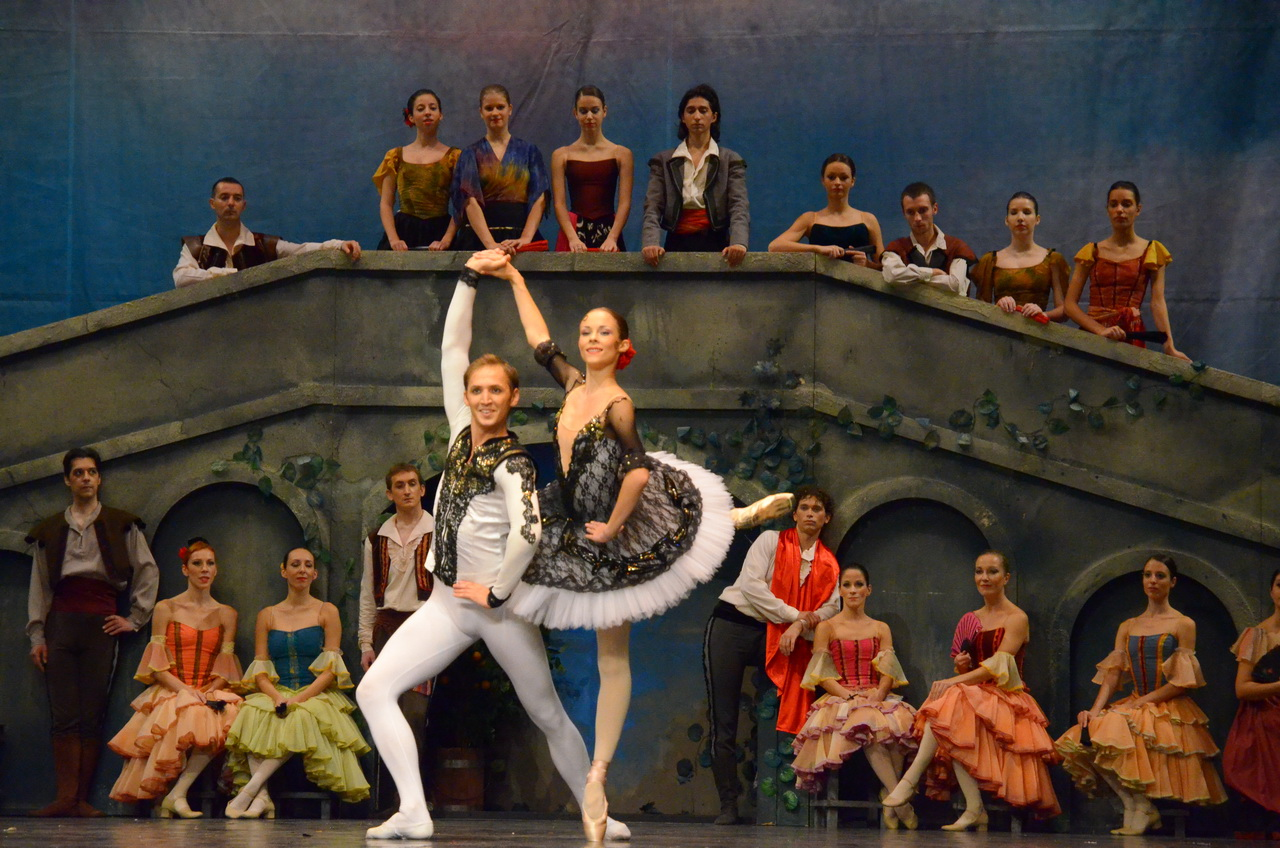
バレエ『ドン・キホーテ』

振付はマリウス・プティパ、音楽はレオン・ミンクス。バレエの『ドン・キホーテ』は後篇第19章から第22章にかけての婚礼の話が主な題材であり、物語の中心は若い男女の恋物語となっている。ドン・キホーテ自身はどちらかと言えば狂言回しの役回りであり、踊る場面もないが、第2幕には彼が風車に突撃する前篇第8章の有名なエピソードも織り込まれている。

### アニメ
- 『ずっこけナイトドンデラマンチャ』

本作品をコミカルに強調してアレンジした作品。

### 漫画
- 『騎士よ…』

和田慎二作。花とゆめコミックス『スケバン刑事』3巻、及び『ふたりの明日香』に収録。本作品を下敷きにしたSFコメディ。自身を騎士ドン・キホーテ、主人公ミック・ラル・ホワイトを姫だと思い込んだ月面総司令官は、平和を乱す悪竜（謎の結晶体）を退治するため、彼を敬愛する遠藤を従えて反陽子爆弾を抱えた宇宙船で特攻する。
- 『スターウォーズ・ドン・キホーテ』

みなもと太郎作。1988年に潮出版社『コミックトム』で連載。『みなもと太郎の世界名作劇場 ハムレット』（マガジン・ファイブ、2006年）に収録。本作品を下敷きにしたSFコメディで、西暦2036年、自家用シャトルを購入したSFアニメオタクの老人・呑木放手は、操縦士兼下男として雇った青年・参猪范を連れて念願の宇宙の旅へ出る。

### イメージキャラクター
- 志摩スペイン村

1994年、三重県志摩市にオープンした、スペインをテーマとしたテーマパーク。『ドン・キホーテ』の登場人物をアニメ調の擬人化動物に置き換えたものをイメージキャラクターとして用いている。園内施設「カンブロン劇場」では、これを用いたオリジナルのアニメーション作品も上映している。

## 日本語訳
- 松居松葉訳 『鈍機翁冒険譚』 （『世界文庫』 第9・10篇）、博文館、1893年10月、11月。最初の日本語訳（抄訳）
- 島村抱月・片上伸訳 『ドン・キホーテ』 上巻・下巻、植竹書院、1915年11月。最初の完訳本（英訳による）
- 会田由訳[14] 『才智あふるる郷士 ドン・キホーテ・デ・ラマンチャ』 前篇・後篇
  - 筑摩書房『世界古典文学全集』 第39・40巻、1965年2月、3月。他社の「世界文学全集」にも収録
  - 晶文社（1985年）／ちくま文庫（1987年）で再刊、各・全4冊
- 永田寛定訳 『ドン・キホーテ 正編』 岩波文庫、全3冊、岩波書店、初版1948-1951年、改版1971年
- 永田寛定、高橋正武訳 『ドン・キホーテ 続編』 岩波文庫、全3冊、岩波書店、初版1953年（改版1978年）、1975年、1977年（3冊目が高橋訳）
- 堀口大學訳 『ドン・キホーテ』 新潮社、1965年／『世界文学全集 6』 講談社、1976年。正編のみ
- 牛島信明訳[15] 『新訳 ドン・キホーテ』 前篇・後篇、岩波書店、1999年
  - 牛島信明訳 『ドン・キホーテ』 全6冊、岩波文庫、2001年。同ワイド版、2010-2011年
- 荻内勝之訳[16] 『ドン・キホーテ』 全4冊、新潮社、2005年
- 岩根圀和訳[17] 『新訳 ドン・キホーテ』 前編・後編、彩流社、2012年
- 岡村一訳、本田誠二注釈 『ドン・キホーテ』 前篇・後篇（セルバンテス全集 第2・3巻）、水声社、2017年

### ギュスターヴ・ドレの挿絵を主体としたもの
- 窪田般彌編訳 『ドン・キホーテ物語』 沖積舎、2007年
- ヴィルジリ・妙子、ヴィルジリ・クリスティーナ・幸子編訳 『ドレの絵で読むドン・キホーテ』 新人物往来社、2011年
- 谷口江里也編訳 『ドレのドン・キホーテ』 宝島社、2012年

贋作ドン・キホーテ
- アベリャネーダ『贋作ドン・キホーテ』 岩根圀和訳[18]、ちくま文庫（上・下）、1999年